# Distrito de Forchheim
Forchheim es uno de los 71 distritos en que está dividido administrativamente el estado alemán de Baviera.
Las fronteras actuales del distrito quedaron establecidas en 1972 mediante la fusión de la ex distrito de Forchheim con parte de los disueltos distritos de Ebermannstadt y Pegnitz. La ciudad de Forchheim perdido su estatus de ciudad libre de distrito, y se convirtió en la capital. 

## Geografía
El río principal es el Regnitz, que corre de sur a norte a través de la parte occidental del distrito. Al este del río la tierra se eleva hasta las colinas de Jura Francón, formando el límite occidental de la Suiza Francona.

## Ciudades y municipios
| Ciudades                                    | Municipios | |
| ------------------------------------------- | --- | --- |
| 1. Ebermannstadt 2. Forchheim 3. Gräfenberg | 1. Dormitz 2. Effeltrich 3. Eggolsheim 4. Egloffstein 5. Gößweinstein 6. Hallerndorf 7. Hausen 8. Heroldsbach 9. Hetzles 10. Hiltpoltstein 11. Igensdorf 12. Kirchehrenbach | 1. Kleinsendelbach 2. Kunreuth 3. Langensendelbach 4. Leutenbach 5. Neunkirchen am Brand 6. Obertrubach 7. Pinzberg 8. Poxdorf 9. Pretzfeld 10. Unterleinleiter 11. Weilersbach 12. Weißenohe 13. Wiesenthau 14. Wiesenttal |